# Imanje JandaLa
Imanje JandaLa se nalazi u vikend naselju Janda kod Krčedina, na uzvišenju iznad Dunava između dva napuštena kamenoloma, prekoputa Krčedinske ade. Imanje je pogodno za organizovanje raznih radionica i seminara, predavanja, edukacija, kao i za vežbe, trening ili terapije (joga, meditacije, plesne radionice, sportski treninzi i sl.), ali i radne odmore, druženja, proslave i venčanja.
Imanje odjednom može da primi do tridest gostiju i otvoreno je za odmor, turizam, ljubitelje prirode, ekologije, lova, ribolova, foto safarija, izleta, šetnji...

## Sadržaj
Imanje se prostire na površini od jednog hektara, na kojem su kuća za noćenje, bungalovi, glamping šatori, višenamenska sala, sauna i hot tub, letnjikovac sa pogledom na Dunav i Krčedinsku adu, objekat sa kuhinjom i sobom za odmor i prostrano uređeno dvorište.
Velika drvena kuća sa pet dvokrevetnih soba, na svakom spratu su sanitarije, u prizemlju tuš, kuhinja, zajednički dnevni prostor, terasa i veliko dvorište. Sve sobe su jednokrevetne ili dvokrevetne. U dve je moguće dodati i treći ležaj.
Na raspolaganju su tri bungalova, sa sopstvenim kupatilima, malom terasom i dvorištem. Bungalovi su dvokrevetni (bračni ili odvojeni kreveti). U dva bungalova postoji mogućnost dodavanja trećeg ležaja.
Višenamenska sala opremljena je svom potrebnom tehnikom, tuševima, sanitarijama, garderoberima, umivaonicima i sa dva odvojena ulaza. Može se koristiti za različite aktivnosti od manjih konferencija, seminara, radionica, predavanja, team building-a, pa sve do fizičkih aktivnosti i meditacija. 
Letnjikovci su na lokacijama sa najlepšim pogledom na Dunav, kamenolom i Krčedinsku adu. Veći letnjikovac na dva sprata, može se koristiti za grupne aktivnosti (razgovori, predavanja, radionice). Oba letnjikovca su u osnovi namenjeni opuštanju, uživanju i razgledanju.
Wellness kutak sa saunom sa zastakljenim prostorom za odmor, spoljašnjim tušem i drveni đakuzi (hot tub). Sauna se zagreva sa peći na drva, dakle sa prirodnom vatrom, što daje ritualu saune poseban osećaj.
Imanje JandaLa ima svoj vez i čamac u obližnjoj marini Stari Slankamen, kanue i nudi mogućnost skijanja na vodi i vožnje na gumama za vodu i mnogo drugog potrebno za potpuni doživljaj koje imanje nudi zajedno sa okolinom.

## Spoljašnje veze
- Zvanični veb-sajt
- „Nikola Živanović: Intervju”. RYL. Приступљено 03. 11. 2018.